# Nosybus minutus
Nosybus minutus is een insect uit de familie van de Berothidae, die tot de orde netvleugeligen (Neuroptera) behoort. 
Nosybus minutus is voor het eerst wetenschappelijk beschreven door Tjeder in 1959.